# Catastrophe de Baia Mare
La catastrophe de Baia Mare est une catastrophe environnementale qui s'est produite en janvier 2000 aux alentours de Baia Mare, en Roumanie, du fait d'une rupture de retenue de résidus miniers de la société Aurul, une coentreprise avec participation australienne (par Esmeralda Exploration) et roumaine (par une société du gouvernement roumain) spécialisée dans l'exploitation aurifère. Qualifiée de pire désastre écologique en Europe de l'Est depuis Tchernobyl, la catastrophe minière a consisté en un déversement de cyanure dans le bassin hydrographique du Someș et de la Tisza à la suite de la rupture de la retenue qui contenait des eaux contaminées.
Les eaux polluées ont atteint la Tisza et le Danube (jusqu'à Belgrade), tuant sur le champ de grandes quantités de poissons en Hongrie, en Serbie et en Roumanie. 

## Contexte
La société Aurul est une coentreprise, formée par la société Esmeralda Exploration et le gouvernement roumain. La société a déclaré être capable de nettoyer des résidus miniers toxiques, sous-produits de l'extraction d'or, qui se répandaient par le vent sur les habitations proches. Promettant de s'occuper de ces résidus, et d'extraire l'or restant par cyanuration, la société a envoyé ses déchets vers un barrage près de Bozinta Mare, dans le département de Maramures. 

## Rupture du barrage
Dans la nuit du 30 janvier 2000, un barrage contenant les eaux contaminées rompt, et 100 000 m3 d'eau contaminée au cyanure (contenant environ 100 tonnes de cyanure) et aux métaux lourds se répandent sur des terres cultivables puis dans la rivière Someș,.
Esmeralda Exploration rejette la responsabilité de l'accident sur les importantes chutes de neige.

## Effets
Après le déversement, le Someș avait des concentrations de cyanure 700 fois supérieures aux niveaux autorisés. Le Someș se jette dans la Tisza, le deuxième plus grand fleuve de Hongrie, qui se jette ensuite dans le Danube. Le déversement a contaminé l'approvisionnement en eau potable de plus de 2,5 millions de Hongrois. En plus du cyanure, des métaux lourds ont également été rejetés dans la rivière et ont eu un impact négatif durable sur l'environnement.
La faune a été particulièrement affectée sur la Tisza : sur un tronçon, pratiquement tous les êtres vivants ont été tués, et plus au sud, dans la partie serbe, 80% de la vie aquatique a été tuée. Plus de 100 tonnes de poissons morts avaient été trouvées en février 2000 dans la Tisza,. Soixante espèces de poissons ont été affectées, dont vingt espèces protégées. 
Le gouvernement roumain a suggéré que les poissons pourraient être morts de froid, et qu'il ne serait pas en faute. En Hongrie, des volontaires ont participé à des actions d'élimination des poissons morts, pour éviter la propagation du cyanure à travers la chaîne alimentaire. Cependant, des animaux sauvages (renards, loutres et balbusards) avaient déjà été trouvés morts ou malades après avoir consommé des poissons contaminés.
Après que le cyanure a été transporté dans le Danube, il a été considérablement dilué, mais dans certains endroits du Danube, sa concentration était toujours de 20 à 50 fois au-delà de la concentration « tolérable ».
Deux ans après l'accident, l'écosystème a commencé à récupérer, mais était toujours loin de son niveau initial. Les pêcheurs ont déclaré que leurs prises en 2002 ne représentaient qu'un cinquième de ce qu'elles étaient avant l'accident.

## Accident suivant
Cinq semaines plus tard, un autre déversement d'eaux contaminées, cette fois-ci avec des métaux lourds, a eu lieu. Une digue a cédé à Baia Borşa, dans la même région. Vingt mille mètres cubes d'eaux contaminées au zinc, plomb et cuivre se sont déversés dans la Tirza.

## Réactions
Brett Montgomery, le président de l'entreprise, a refusé la responsabilité de son entreprise, déclarant que les dégâts du déversement ont été « grossièrement exagérés », et que les poissons sont morts en si grand nombre à cause du manque d'oxygène dans l'eau, dû au gel de la rivière.
Un porte-parole de l'entreprise a plus tard déclaré que les rapports des médias de la Hongrie et de la Serbie sont motivés politiquement. Il a déclaré que les poissons ont été tués par différents déversements d'installations industrielles tout au long de la Tisza, à cause des explosions utilisées pour casser des morceaux de glace sur la rivière ou simplement à cause des eaux usées rejetées directement dans la rivière.
Le gouvernement hongrois a considéré le stockage de cyanure près d'une rivière comme de la folie, et a déclaré que la météo n'avait pas été extraordinaire.
En février 2000, lorsque la pollution atteignit la partie roumaine du Danube, le gouvernement a temporairement interdit la pêche et la consommation d'eau potable.
Des groupes environnementaux, comme Les Amis de la Terre et Greenpeace, ont soutenu que le désastre est une raison de plus pour interdire des technologies minières dangereuses, telles que l'extraction d'or utilisant du cyanure.
Trois tentatives ont été faites au Parlement roumain pour interdire la cyanuration de l'or en Roumanie, mais aucune n'a réussi jusqu'à présent.

## Culture populaire
Le groupe de métal allemand Rammstein a produit une chanson parlant de l'accident, appelée Donaukinder (Enfants du Danube en allemand).